# Екологічна небезпека
Екологічна небезпека — наявність дій та процесів, що можуть впливати на стан навколишнього природного середовища, яке внаслідок надмірного забруднення обмежує або виключає можливість життєдіяльності людини та впровадження господарської діяльності в цих умовах.

## Класифікація

Рис. 1. Структура екологічної небезпеки.

Екологічна небезпека має ієрархічну структуру та включає три основних типи: природну, природно-антропогенну, антропогенну (рис. 1.).

### Екологічна небезпека природного типу
Виникає внаслідок дії природних чинників, процесів і явищ. Такий тип небезпеки існував ще до появи людини як виду і викликається, наприклад, повенями, селями, ураганами тощо. 
В теперішній час діяльність людини прямо чи опосередковано впливає на значну кількість процесів, що відбуваються на Землі та в її геосферах. Результати цієї діяльності іноді є як би поштовхом до розвитку тих природних екологічно небезпечних явищ, що у природних умовах могли б не відбуватися або виникали б з меншою інтенсивністю чи в інший час (спостерігається прискорення їхнього настання). Отже, коло явищ чисто природного типу екологічної небезпеки звужується. У цих умовах представляється доцільним розглядати як тип природно-антропогенну небезпеку. Вона формується в результаті впливу людини на природні чинники, які є першорядними або рівнозначними з антропогенними за значимістю і внеску у формування небезпеки. Прикладами природно-антропогенної небезпеки є землетруси, викликані створенням водоймищ або накачуванням вод у свердловини; загроза повеней у районах з неконтрольованою вирубкою лісів на гірських схилах та ін.

### Екологічна небезпека антропогенного типу
Створюється функціонуванням сфер діяльності людини, чинники яких за ступенем значимості є визначальними в ході її формування.
Природно-антропогенний і антропогенний типи небезпеки існують з моменту появи людини як виду. З часом їх питома вага в екологічній небезпеці безупинно зростає.
Кожен тип екологічної небезпеки має свої класи. У структурі природної небезпеки виділяються наступні класи:
– космогенна небезпека, яка створюється процесами неземного (космічного) походження. Чинниками її формування є: ультрафіолетове випромінювання, інтенсивність якого визначається сонячною активністю; падіння на Землю космічних тіл (метеорити, астероїди) тощо;
– атмогенна небезпека – результат атмосферних явищ: ураганів, смерчів, суховіїв, зливових дощів, потужних снігопадів, блискавок, вітрової ерозії тощо;
– гідрогенна небезпека, формується гідросферними явищами: паводками, повенями, цунамі, водяною ерозією тощо;
– літогенна небезпека виникає внаслідок літосферних явищ: землетрусів, вулканів, зсувів, селів тощо;
– біогенна небезпека формується біологічними явищами: навала гризунів, епідемії інфекційних захворювань тощо.
Прояви природної небезпеки зазначених класів мають, найчастіше, стихійний характер, тому управляти ними досить складно. Найбільш оптимальний шлях – запобігання чи зведення до мінімуму наслідків дії зазначених явищ на основі достовірного і надійного прогнозу їх виникнення і розвитку. Природні явища, що формують небезпеку визначеного класу, можуть провокувати небезпеку іншого класу. Так, наприклад, цунамі викликаються поширенням у водяному середовищі сейсмічних хвиль, що виникають у результаті підводних землетрусів.

### Екологічна небезпека природно-антропогенного типу
Представлена, за своєю сутністю, подібними класами, що й у випадку природного типу, за винятком небезпеки, що виникає під дією чинників космічного походження. Управляти безпекою в цьому випадку можна шляхом регулювання антропогенних впливів, які викликають виникнення відповідних природних явищ.
У складі антропогенного типу екологічної небезпеки виділено три класи: сапієнтна, техногенна і соціогенна небезпеки (рис. 1).

### Антропогенна небезпека сапієнтного класу (від Homo Sapiens)
Характеризується проявом чинників біологічної сутності людини. Цей клас виділений відповідно до застосованого Реймерсом поняття антропічної форми прямого впливу на природу. За часом виникнення це найбільш древній клас антропогенної небезпеки. Прикладом є формування чинника занепокоєння у тварин, який приводить до порушення нормального їх життя, що викликає загибель потомства і скорочення або вимирання популяції; деградація ґрунтового покриву при витоптуванні у випадку неорганізованого масового туризму.

### Антропогенна небезпека техногенного класу
Формується в результаті будь-якого впливу, пов'язаного з технічними засобами і технологіями господарської діяльності. За хронологією техногенна небезпека виникла після сапієнтної. Освоєння технології одержання вогню древніми людьми призвело до масового випалювання лісів, здійснюваному ними з метою задоволення своїх потреб. У теперішній час техногенна небезпека за ступенем прояву є переважним класом антропогенної небезпеки. Прикладом може слугувати небезпека, викликана високими рівнями забруднення атмосфери, гідросфери і ґрунтів шкідливими речовинами, що містяться в промислових викидах, скидах, відходах; затопленням територій при будівництві водоймищ; підвищенням рівня радіаційного, електромагнітного, шумового забруднення та ін.

### Антропогенна небезпека соціогенного класу
Пов'язана з невірним, неповним, неточним формуванням поглядів у суспільстві на навколишнє середовище і місце в ній людини. Її появу можна віднести до періоду виникнення в людини перших міфологічних уявлень про природу і релігійних вірувань. Цей клас небезпеки є досить важливим, тому що від нього залежить ступінь прояву небезпеки техногенного і сапієнтного класів. Соціогенна небезпека залежить від економічного, культурного розвитку суспільства, рівня освіти, особливостей традицій і релігійних вірувань. Прикладом її прояву слугує відсутність культури поводження з відходами (неорганізовані звалища побутового і будівельного сміття); низький рівень екологічного мислення; небажання робити витрати на відновлення техніки і технологій, впровадження або модернізацію очисних систем промислових викидів і скидів; цілеспрямований пошук можливості ухилення від виконання цих заходів.

## Техногенна складова екологічної небезпеки

Рис. 2. Ієрархічна структура техногенної складової екологічної безпеки.

Реальна система «суспільство – навколишнє середовище» розглядається такою, що складається з двох підсистем: природної і соціально-економічної. Природна підсистема забезпечує соціально-економічну умовами існування. Природні підсистеми під впливом людської діяльності продовжують жити за власними законами: відбуваються природні процеси обміну речовини й енергії. Ступінь втручання людини визначає хід, інтенсивність, трансформацію цих процесів, що, в остаточному підсумку, приводить до змін стану природної підсистеми (зараз на Землі практично не залишилося абсолютно незмінених під впливом людини природних підсистем). Природна підсистема, внаслідок процесів саморегулювання, що відбуваються в ній, і самоочищення, безупинно прагне підтримувати рівноважний стан, тобто зберігати на оптимальному рівні життєво важливі для людини властивості навколишнього природного середовища (газовий склад атмосфери, хімічний і біологічний склад поверхневих чи підземних вод, тепловий режим тощо). Однак можливі такі ситуації, коли в природній підсистемі можуть розвиватися незворотні процеси, з якими вона сама справитися не в змозі. Отже, виникає необхідність управляти цими процесами. Загальний стан природної підсистеми характеризується хімічними, фізичними, біологічними показниками (параметрами) всіх геосфер, а також станом ландшафтів. На існуючому рівні розвитку суспільства досить складно управляти природною підсистемою.
Соціально-економічна підсистема формується на основі природної підсистеми і включає як елемент штучно створене людиною техногенне середовище (техносферу). У цьому середовищі зосереджені дискретно розташовані в просторі техногенні об'єкти (стаціонарні і пересувні), призначені для забезпечення життєдіяльності населення. Саме такі об'єкти і, пов'язана з ними господарська діяльність, створюють техногенну небезпеку. Це викликано тим, що розвиток виробництва практично завжди супроводжується збільшенням використання природних ресурсів і посиленням впливу на природне середовище, на що остання певним чином реагує. Може наступити момент, коли величина техногенного навантаження на природне середовище перевищить допустимий рівень. Це призведе до гноблення одних інтересів іншими і може викликати трансформацію системи в цілому чи її окремих елементів. У таких регіонах створюється високий рівень екологічної небезпеки, тобто істотне відхилення визначених показників, що характеризують стан природного середовища, від їх допустимих. Саме через соціально-економічну підсистему можливо управляти екологічною безпекою регіональної системи.
Різноманіття процесів у техносфері визначає широкий спектр чинників формування техногенної небезпеки. Кожному виду чинників відповідає визначений вид техногенної небезпеки (рис. 2.). Основні з них такі:
Вид техногенної небезпеки, пов'язаний з біологічними чинниками, виникає при бактеріологічному забрудненні навколишнього середовища. Забруднення відбувається при здійсненні біотехнологічних процесів, бактеріологічними забруднювачами яких є мікроорганізми.
Вид техногенної небезпеки, що продукується за участю хімічних чинників, визначається наявністю шкідливих речовин, що містяться у викидах в атмосферу, скидах у водний басейн, у відходах. Ці чинники можуть розрізнятися за різними ознаками, наприклад, за способом утворення забруднювачів, за ступенем токсичності шкідливих речовин, за створюваним рівнем забруднення тощо.
Вид техногенної небезпеки, що виникає при дії фізичних чинників, в основному зв'язаний з енергетичним впливом на навколишнє середовище. Тут варто виділити такі загальновідомі основні чинники: радіаційні, шумові (акустичні), електромагнітні, вібраційні, теплові та ін. Більшість зазначених чинників характеризуються хвильовими процесами. Навіть такі різновиди радіаційного впливу, як α- і β-випромінювання, можна відповідно до гіпотези де Бройля представити як поширення хвиль.
Кожен вид небезпеки включає окремі підвиди. Так, для виду, формованого фізичними чинниками, характерними є підвиди, що пов'язані з радіаційним, шумовим, вібраційним, електромагнітним забрудненням навколишнього середовища і т.і.

## Територіальна структуризація екологічної небезпеки в Україні

Рис. 3. Територіальна структуризація екологічної небезпеки в Україні.

Для кожної територіально-адміністративної області характерна сукупність видів і підвидів різних типів екологічної небезпеки (рис. 3). Ступінь концентрації видів і підвидів небезпеки характеризується рангами регіоналізації (табл. ) відповідно до системно-структурної парадигми територіальної її структуризації.
Таблиця. Ранги регіоналізації екологічної небезпеки і техногенної її складової
Аналіз територіальної структуризації екологічної небезпеки (рис. 3) дозволяє базисно розбити територію України на дві близькі за розмірами частини (зокрема, відзначимо, що лінія розподілу між ними добре корелює з межею степу та лісостепу за фізико-географічним районуванням:
−	досить високий ступінь концентрації небезпек (ранги 5 і 4) характерний для східної і південної частини країни;
−	відносно низька концентрація небезпек (ранги 3, 2, 1) спостерігається в північній, західній і центральній її частинах (виключення складає Київська область).
На рис. 3. виділені зони з різними рангами регіоналізації:
−	зона надзвичайно високої концентрації небезпек, розташована в східній частині країни;
−	зона високої концентрації небезпек займає в основному південну частину, такий ранг регіоналізації характерний також для Київської і Харківської областей;
−	зона підвищеної концентрації небезпек переважно представлена західними територіями;
−	для помірної і низької концентрації небезпек характерний острівцевий характер зонування.
Слід зазначити, що межі зон є досить умовними, оскільки реально в більшості випадків спостерігається істотна просторова неоднорідність у розташуванні джерел небезпеки різних видів по територіях областей. Підтвердженням цьому є безпосереднє сусідство зон, що істотно відрізняються за ступенем концентрації небезпек. У цій ситуації доцільно виділити регіони (рис. 3), що знаходяться на стику декількох (трьох, чотирьох) зон, які характеризуються наявністю значної кількості небезпек різного генезису:регіон Середнього Придніпров’я (№ 1), розташований на стику Дніпропетровської, Кіровоградської, Черкаської і Полтавської областей. Він включає ділянки зон з рангами регіоналізації 5,4,3,2; Регіон № 2, що знаходиться на стику Київської, Полтавської, Черкаської і Сумської областей (зони з рангами регіоналізації 4,3,2,1); три регіони (№ 3,4,5), розташовані в місці перетинання трьох зон.

## Вплив екологічних проблем на здоров’я, безпеку і добробут

### Вплив на здоров'я
Хімікати, шкідливі для здоров'я людини , які потрапили в навколишнє середовище внаслідок недбалої діяльності людини і спричинили екологічне забруднення , називаються забруднювачами навколишнього середовища . Крім того, забруднення навколишнього середовища може бути спричинене природними явищами, такими як виверження вулканів.

Забруднення навколишнього середовища часто призводить до наступних проблем, а саме:
- Подразнення слизової оболонки очей;

- Часті алергічні та респіраторні захворювання;
- Накопичення в організмі солей важких металів і подальше отруєння організму,
- Хвороби серця;
- Рак;[2]
- Вади плода вагітних жінок.

Трагічним прикладом впливу екологічної небезпеки техногенного характеру на здоров'я людини можна вважати Бхопальську трагедію.
Вчені досліджують вплив екологічних небезпек, які викликані забрудненого повітря та відстежують ступінь захворювань і смертей, викликаних від серцево-судинних захворювань. Виявилось, існує 
декілька механізмів цього зв’язку і вплив забрудненого повітря включає зміни у вегетативній нервовій системі, індукцію легеневого та системного запалення, викликає окисний стресу організму та порушення стінок судин ендотелію та підвищує згортання крові.  
Підвищений артеріальний тиск є відомим фактором ризику серцево-судинних захворювань і може бути причетним до зв’язку між забрудненням повітря та серцево-судинною захворюваністю та смертністю.
Кілька досліджень показали збільшення ризиків прееклампсії після впливу забрудненого повітря на вагітних жінок.

### Вплив на безпеку
Виявлення екологічної  та оцінка ризиків мають вирішальне значення в різних видах виробничих процесів.З розвитком технологічного прогресу зростає і кількість загроз для працівників виробництв і для населення міст і селищ.

### Вплив на добробут
У  промисловості для зменшення впливу екологічної небезпеки на добробут співробітників вживаються певні заходи, а саме:
- Проводяться інструктажі з техніки безпеки працівників;
- Проводять систематичні оцінки небезпек виробничого характеру;
- Відпрацьовують плани реагування на випадок екологічної чи технічної небезпеки та плани евакуації;[6]
- Розробляють паспорти безпеки виробничих процесів;
- Робітники виробництв під час виконання роботи вдягають засоби індивідуального захисту.

## Захист від впливу екологічної небезпеки і побудова сталого середовище
Для того, щоб зменшити негативний вплив екологічної небезпеки на організм людини, необхідно зробити наступні кроки, які дозволять покращити здоров'я і добробут людей у найближчі 5-10 років, а саме:
- Зменшити використання і подальший вплив на організм людей бісфенолу А;
- Зменшити використання перхлоратів;
- Зменшити вплив Свинцю і ртуті;
- Покращити якість води і привести її до державних норм країн;
- Збільшити просвітницьку роботу в школах на ВНЗ стосовно питань екологічного виховання.[2]